# Anadia steyeri
Anadia steyeri är en ödleart som beskrevs av  Fritz Nieden 1914. Anadia steyeri ingår i släktet Anadia och familjen Gymnophthalmidae. Inga underarter finns listade i Catalogue of Life.